# Steve Baca
Steve Baca (...) è un compositore e cantautore statunitense.

## Biografia
Famoso per il suo operato nella serie Heroes of Might and Magic, in collaborazione con Rob King e Paul Romero. Negli anni novanta collaborò come cantante e chitarrista per la band alternative rock Red Delicious assieme al collega Rob King. Mentre erano nel gruppo, Baca e King ricomposero alcune delle loro musiche dance DJ ed ebbero successo. Quando era nei Red Delicious, era soprannominato "Little Steven".
Oltre che per Heroes of Might and Magic, Baca lavorò come doppiatore addizionale per Lords of EverQuest.